# Magda M.
Magda M. – polski serial telewizyjny, emitowany przez telewizję TVN od 6 września 2005 do 5 czerwca 2007. Początkowo miały powstać 3 serie, jednak w związku z popularnością serialu, zdecydowano o nakręceniu dodatkowej, czwartej 10-odcinkowej serii.
Serial zyskał dużą popularność wśród widzów – co tydzień przed telewizorami zasiadało ok. 3 mln widzów, a widownia ostatnich odcinków serialu sięgała 4,5 mln. Na płytach DVD wydano wszystkie serie wraz z dodatkami – takimi, jak krótkie reportaże na temat serialu, scenami niewykorzystanymi i zdjęciami. 12 października 2006 do sprzedaży trafiła książka „Świat Magdy M.” autorstwa Anity Nawrockiej i Pawła Trześniowskiego, a 10 maja 2007 jej poszerzona wersja.
Główne role odgrywali Joanna Brodzik i Paweł Małaszyński.
Serial został nagrodzony Telekamerą 2007 w kategorii Serial Obyczajowy. Producenci serialu Magda M. zdobyli nagrodę Hiacynt 2007 w kategorii Media za kreację postaci geja, który nie jest czarnym charakterem. Zdobył również nagrodę na Festiwalu w Cieszynie w kategorii serial obyczajowy.

## Obsada
| Aktor                     | Rola                                          |
| ------------------------- | --------------------------------------------- |
| Joanna Brodzik            | Magdalena Miłowicz                            |
| Paweł Małaszyński         | Piotr Korzecki                                |
| Bartłomiej Świderski      | Sebastian Lewicki                             |
| Katarzyna Bujakiewicz     | Mariola Adamska-Płaska                        |
| Bartek Kasprzykowski      | Wojciech Płaska                               |
| Krzysztof Stelmaszyk      | Wiktor Waligóra                               |
| Katarzyna Herman          | Karolina Waligóra                             |
| Ewa Kasprzyk              | Teresa Miłowicz, matka Magdy                  |
| Piotr Fronczewski         | Jerzy Miłowicz, ojciec Magdy                  |
| Magdalena Zawadzka        | Zofia Korzecka, matka Piotra                  |
| Jan Nowicki               | Tomasz Korzecki, ojciec Piotra                |
| Szymon Bobrowski          | Bartek Malicki                                |
| Jacek Braciak             | Łukasz Zaniewicz                              |
| Daria Widawska            | Agata Bielecka                                |
| Patrycja Durska           | Kasia Robecka-Zaniewicz                       |
| Magdalena Cielecka        | Dorota Korzecka                               |
| Katarzyna Tatarak         | Staszewska                                    |
| Paweł Galia               | Tokarczyk                                     |
| Jacek Poniedziałek        | Rafał Żywiecki                                |
| Beata Tyszkiewicz         | Barbara Żywiecka                              |
| Julia Wróblewska          | Julka, adoptowana przez Waligórów dziewczynka |
| Anna Polony               | Natalia Daliborska-Podgórska                  |
| Przemysław Sadowski       | Filip Starski                                 |
| Marta Żmuda Trzebiatowska | Jagoda Rajewska,                              |
| Jakub Przebindowski       | Jacek Sieniawa, były chłopak Marioli          |
| Grażyna Szapołowska       | Julia Szulc                                   |
| Urszula Grabowska         | Marta Bartosik                                |
| Aleksander Bednarz        | mecenas Rolewski                              |
| Ewa Borowik               | Danusia Zaczyk, prowadzi biuro „Femina”       |

### Gościnnie
| Aktor                   | Rola                                                                            |
| ----------------------- | ------------------------------------------------------------------------------- |
| Łukasz Nowicki          | Grzegorz Zabraniecki                                                            |
| Magdalena Górska        | Alina Galicka                                                                   |
| Tomasz Kot              | Kacper Zarucki                                                                  |
| Marta Dobecka           | Kinga Szymków                                                                   |
| Jagna Marczułajtis      | Lucyna Stoch                                                                    |
| Jan Frycz               | Marek Czerski                                                                   |
| Małgorzata Zajączkowska | Halina Czerska                                                                  |
| Elżbieta Kępińska       | Lena Balicka                                                                    |
| Krystyna Tkacz          | Marianna Kozubek                                                                |
| Iwona Bielska           | Krystyna Zander                                                                 |
| Sebastian Cybulski      | Konrad Bilewski, kolega Mateusza Kopałki                                        |
| Julia Wróblewska        | Julka, 8-letnia dziewczynka z domu dziecka zaadoptowaną przez rodzinę Waligórów |
| Olga Sarzyńska          | Ewelina Lasek                                                                   |
| Martyna Kliszewska      | Julita Walewska                                                                 |
| Ewa Kolasińska          | Tokarczykowa                                                                    |
| Krzysztof Globisz       | Ryszard Dreszcz                                                                 |
| Jerzy Moes              | sędzia                                                                          |
| Aleksander Trąbczyński  | Tomasz Jończyk                                                                  |
| Jerzy Słonka            | Karol Rudziak                                                                   |
| Andrzej Brzeski         | adwokat Dołkiewicz                                                              |
| Karol Stępkowski        | Tadeusz, klient Magdy                                                           |
| Aleksandra Kisio        | Olimpia Dobrucka, świadek w procesie p.Boreckiego, klienta Wojtka               |
| Katarzyna Skarżanka     | Nina Rutkowska                                                                  |
| Bronisław Wrocławski    | Maurycy Zakrzewski                                                              |
| Magdalena Gnatowska     | klientka Magdy                                                                  |
| Adrianna Jaroszewicz    | klientka Piotra                                                                 |
| Antoni Ostrouch         | ojciec Patryka                                                                  |
| Michał Żurawski         | Andrzej Grabski                                                                 |
| Beata Chruścińska       | sekretarka sądowa                                                               |
| Edmund Karwański        | Robert Borecki                                                                  |
| Ryszard Chlebuś         | Leon Stasiak, mąż Barbary                                                       |
| Jerzy Łazewski          | Krzysztof Tułowski                                                              |
| Agnieszka Wosińska      | kurator Witkowska                                                               |
| Magdalena Kacprzak      | Urszula Kęsek                                                                   |
| Małgorzata Socha        | Olimpia Królik-Wilecka                                                          |
| Sonia Bohosiewicz       | Brygida, była pracownica cukierni                                               |
| Anna Kociarz            | klientka Bartka                                                                 |
| Piotr Warszawski        | kierowca                                                                        |
| Olimpia Ajakaiye        | sekretarka Julii Szulc                                                          |
| Jacek Kałucki           | Zbyszek, klient Wojtka/Stachowiak                                               |
| Robert Majewski         | Czarek Torzecki                                                                 |
| Anna Grycewicz          | Maria Makowska                                                                  |
| Andrzej Szczytko        | klient Wiktora                                                                  |

## Spis serii
| Seria | Sezon       | Odcinki    | Premiera serii  | Finał serii     | Pora emisji   |
| ----- | ----------- | ---------- | --------------- | --------------- | ------------- |
| 1.    | jesień 2005 | 1–15 (15)  | 6 września 2005 | 13 grudnia 2005 | wtorek, 21.30 |
| 2.    | wiosna 2006 | 16–30 (15) | 7 marca 2006    | 13 czerwca 2006 | wtorek, 21.30 |
| 3.    | jesień 2006 | 31–45 (15) | 5 września 2006 | 12 grudnia 2006 | wtorek, 21.30 |
| 4.    | wiosna 2007 | 46–55 (10) | 3 kwietnia 2007 | 5 czerwca 2007  | wtorek, 21.30 |

## Oglądalność
| Odcinek | I seria                          | II seria                     | III seria                        | IV seria                     |
| ------- | -------------------------------- | ---------------------------- | -------------------------------- | ---------------------------- |
| 1       | 2 857 223 (6 września 2005)      | 3 190 510 (7 marca 2006)     | 3 279 292 (5 września 2006)      | 4 004 065 (3 kwietnia 2007)  |
| 2       | 2 616 899 (13 września 2005)     | 2 995 026 (14 marca 2006)    | 2 889 624 (12 września 2006)     | 4 048 188 (10 kwietnia 2007) |
| 3       | 2 712 014 (20 września 2005)     | 3 073 011 (21 marca 2006)    | 3 071 372 (19 września 2006)     | 3 975 300 (17 kwietnia 2007) |
| 4       | 2 764 972 (27 września 2005)     | 2 928 671 (28 marca 2006)    | 3 416 290 (26 września 2006)     | 3 893 328 (24 kwietnia 2007) |
| 5       | 2 507 064 (4 października 2005)  | 2 803 492 (4 kwietnia 2006)  | (3 października 2006)            | 2 785 234 (1 maja 2007)      |
| 6       | 2 629 568 (11 października 2005) | 3 027 530 (11 kwietnia 2006) | 3 582 072 (10 października 2006) | 3 750 720 (8 maja 2007)      |
| 7       | 2 752 836 (18 października 2005) | 2 874 412 (18 kwietnia 2006) | 3 661 923 (17 października 2006) | 3 583 625 (15 maja 2007)     |
| 8       | 2 858 557 (25 października 2005) | 2 814 386 (25 kwietnia 2006) | 3 988 102 (24 października 2006) | 3 587 360 (22 maja 2007)     |
| 9       | 2 647 825 (1 listopada 2005)     | 2 668 143 (2 maja 2006)      | 3 515 998 (31 października 2006) | 3 470 907 (29 maja 2007)     |
| 10      | 2 920 687 (8 listopada 2005)     | 2 738 454 (9 maja 2006)      | 3 796 016 (7 listopada 2006)     | 4 104 367 (5 czerwca 2007)   |
| 11      | 3 082 926 (15 listopada 2005)    | 2 911 313 (16 maja 2006)     | 4 041 637 (14 listopada 2006)    | –                            |
| 12      | 3 233 007 (22 listopada 2005)    | 3 182 145 (23 maja 2006)     | 3 588 042 (21 listopada 2006)    | –                            |
| 13      | 3 027 725 (29 listopada 2005)    | 3 245 080 (30 maja 2006)     | 4 041 491 (28 listopada 2006)    | –                            |
| 14      | 3 542 653 (6 grudnia 2005)       | 3 252 651 (6 czerwca 2006)   | 4 295 445 (5 grudnia 2006)       | –                            |
| 15      | 3 243 538 (13 grudnia 2005)      | 2 929 414 (13 czerwca 2006)  | 4 583 434 (12 grudnia 2006)      | –                            |